# MMSI
MMSI (Maritime mobile service identity) används för att identifiera fartyg och kuststationer vid radiokommunikation, samt flygplan som används vid sjöräddning. Regelverket styrs av internationella teleunionen, ITU.

## Fartyg
Numret består av nio siffror. För fast installerad radio på fartyg börjar numret med landskoden (MID, Maritime identification digits), som till exempel för Sverige är 265 eller 266.
För bärbar radioutrustning börjar MMSI med siffran 8, följt av landskoden.

## Kuststationer
För kuststationer börjar numret med två nollor, och  sedan landskoden (MID).
I Sverige administreras MMSI av Post- och telestyrelsen, PTS.